# اولی (پنسیلوانیا)
اولی (به انگلیسی: Oley) یک منطقهٔ مسکونی در ایالات متحده آمریکا است که در پنسیلوانیا واقع شده‌است. اولی ۱٬۲۸۲ نفر جمعیت دارد و ۱۳۵٫۰۳ متر بالاتر از سطح دریا واقع شده‌است.